# Ново (Павловский район)
Но́во — деревня в Павловском районе Нижегородской области. Входит в состав Варежского сельсовета. Деревня раньше носила название Новая, была основана примерно во времена Петра I. Иногда в деревне находят после дождя царские монеты.

## История
В деревне Ново по окладным книгам 1676 года значится 45 дворов крестьянских и 4 бобыльских.
В конце XIX — начале XX века деревня входила в состав Варежской волости Муромского уезда Владимирской губернии, с 1926 года — в составе Арефинской волости. В 1859 году в деревне числилось 62 дворов, в 1905 году — 58 дворов, в 1926 году — 91 двор.
С 1929 года деревня являлась центром Новского сельсовета Павловского района Горьковского края, с 1931 года — в составе Варежского сельсовета, с 1936 года — в составе Горьковской области.

## Население
| 1859 | 1905 | 1926 | 2002 | 2010 |
| ---- | ---- | ---- | ---- | ---- |
| 444  | ↘372 | ↗453 | ↘61  | ↘54  |